# LEDA 8029
LEDA 8029(마카리안 1018)은 고래자리 방향으로 약 186.1메가파섹 떨어진 세이퍼트 은하이자 상호작용은하이다.